# Internationale Atomzeit

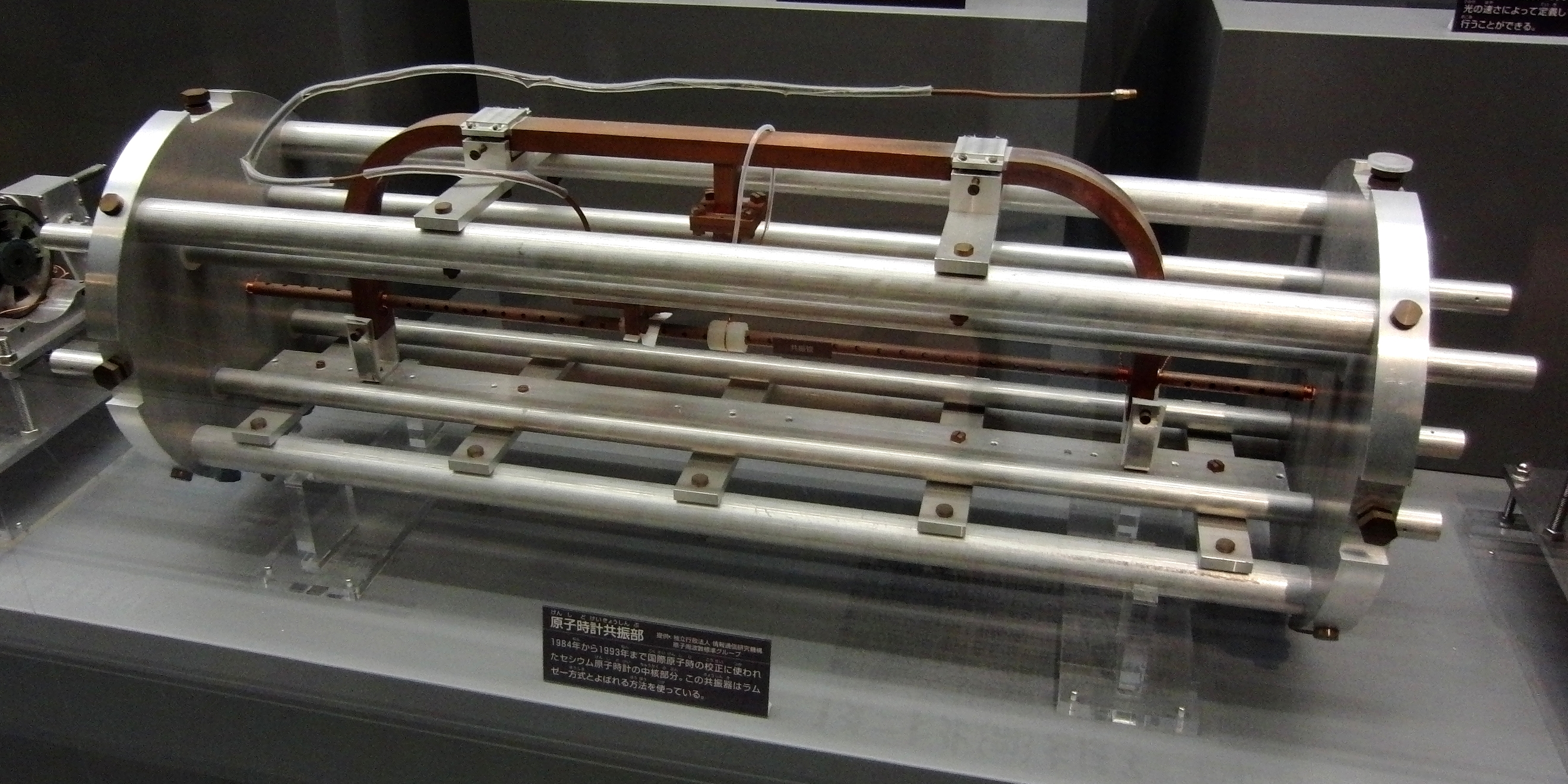
Atomuhr-Resonator im Nationalmuseum der Naturwissenschaften, Tokio.

Die Internationale Atomzeit (TAI für französisch Temps Atomique International) ist eine Zeitskala, die durch Mittelung und Skalierung der Ablesungen von derzeit (Stand Januar 2020) mehr als 600 Atomuhren in etwa 80 Instituten ermittelt wird.:9–12 Das Ergebnis veröffentlicht das BIPM monatlich im Circular T. Das BIPM schätzt, dass die mittlere TAI-Sekunde im Jahr 2019 um 0,24 · 10−15 von der SI-Sekunde abwich. Die TAI ist die Grundlage für die Koordinierte Weltzeit UTC, die sich seit 1972 um eine ganzzahlige Zahl von Sekunden von TAI unterscheidet. Derzeit (Stand Januar 2020) gilt UTC = TAI − 37 s.
Da die TAI immer nur im Nachhinein verfügbar ist, muss bei einer genauen Zeitmessung zunächst das in Realzeit verbreitete Zeitsignal UTC(k) eines einzelnen Labors oder die von den GPS-/GLONASS-Satelliten übermittelte Zeit verwendet werden. Erst nach Veröffentlichung des neuen Circular T kann diese Ablesung anhand der dort enthaltenen Tabellen mit den Differenzen UTC−UTC(k) beziehungsweise UTC−UTC(GPS/GLONASS) in UTC und TAI umgerechnet werden. Für die von der Physikalisch-Technischen Bundesanstalt veröffentlichte Zeit UTC(PTB) waren die Korrekturen seit 2010 stets kleiner als 10 ns.:28

## Definition
Die Definition der Internationalen Atomzeit wurde zuletzt 2018 durch die 26. Generalkonferenz für Maß und Gewicht geändert. Hier wurde in Resolution 2 (On the definition of time scales) festgelegt:
1. TAI basiert auf den besten Realisierungen der SI-Sekunde, wobei die Eigenzeiten der beitragenden Uhren auf das Potential der Erdschwere W0 = 62.636.856,0 m²/s² umgerechnet werden;
2. der Nullpunkt der TAI wird so gewählt, dass am 1. Januar 1977, 0 Uhr TAI im Erdmittelpunkt die Beziehung TT − TAI = 32,184 s gilt;
3. die TAI wird vom BIPM berechnet.

### Erläuterung
Es ist nicht von vornherein klar, dass sich eine Gruppe von ortsfesten Uhren auf der rotierenden Erde untereinander synchronisieren lässt, da sie sich im Gravitationspotential der Erde befinden und sich wegen der Erdrotation gegeneinander bewegen, womit sie der Zeitdilatation unterliegen. Es zeigt sich aber, dass ortsfeste Uhren, die sich auf derselben Äquipotentialfläche des Erdschwerefeldes befinden, gleich schnell gehen; siehe hierzu den Abschnitt Eigenzeit auf der rotierenden Erde im Artikel Dynamische Zeit. Die Gangraten von Uhren auf verschiedenen Äquipotentialflächen können ineinander umgerechnet werden. Das in der Definition verwendete Potential W0 ist der beste im Jahr 1998 verfügbare Wert für das Geopotential des Geoids; er wird auch von der IAU zur Definition der Terrestrischen Zeit und vom IERS verwendet.
Neuere Messungen ergeben aber einen um etwa 2,6 m²/s² kleineren Wert, die „TAI-Äquipotentialfläche“ liegt also etwa 26 cm unter dem Geoid. Vor 2018 bezog sich die TAI-Definition auf das Geoid. Die Änderung hat den Vorteil, dass die Definition unabhängig von Änderungen des Geoidpotentials, zum Beispiel durch einen Meeresspiegelanstieg, wird.
Die Festlegung des TAI-Nullpunkts durch die Differenz von 32,184 s zur Terrestrischen Zeit am 1. Januar 1977, 0 Uhr TAI wurde gewählt, weil sie so auch in der TT-Definition der IAU steht.
Die IAU wiederum bezog sich auf dieses Datum, weil ab 1977 das „steering“ der TAI eingeführt wurde, wodurch die TAI-Sekunde besser mit der SI-Sekunde übereinstimmte; die Differenz von 32,184 s garantiert, dass die Terrestrische Zeit nahtlos aus der früher verwendeten Ephemeridenzeit hervorgeht.

## Beziehung zwischen TAI und UTC
Bei der TAI handelt es sich um eine Atomzeit, das heißt, sie basiert auf einem atomaren Zeitnormal, nämlich der SI-Sekunde. Im Alltag sind eher Zeitskalen von Interesse, die zur mittleren Sonnenzeit möglichst synchron sind, wobei die koordinierte Weltzeit UTC, die 1961 die davor als Weltzeit verwendete UT2 ablöste, die größte Bedeutung hat. Da die Tageslänge wegen der Verlangsamung der Erdrotation zunimmt, bleibt die UTC hinter der TAI zurück. Bis Ende 1971 wurde das im Wesentlichen durch eine Verlangsamung der UTC ausgeglichen: Die UTC-Sekunde dauerte länger als die SI-Sekunde. Seit 1972 basiert auch die UTC auf der SI-Sekunde, und der Unterschied wird durch bis zu zwei Schaltsekunden im Jahr ausgeglichen.:14f. Am 1. Januar 1958, 0 Uhr stimmten UT2 und TAI genau überein: TAI = UT2 ≈ UT1, heute (2021) geht die UTC gegenüber der TAI um 37 s nach.

## Bildung der TAI
Zur TAI tragen oder trugen neben Caesiumuhren, die eine besondere Rolle spielen, weil die Definition der Sekunde auf einem Übergang im Caesium-133-Atom basiert, auch Atomuhren bei, die Übergänge in anderen Atomen verwenden. Genutzt werden Wasserstoff (siehe Wasserstoff-Maser-Uhr) und Rubidium-87 (siehe Rubidiumuhr), deren Übergangsfrequenzen wie beim Caesium im Bereich der Mikrowellen liegt, sowie seit einigen Jahren Ytterbium-171 und andere Isotope mit Übergängen im optischen Spektralbereich.
Optische Atomuhren haben gegenüber den herkömmlichen Atomuhren den Vorteil, dass sie, wenn derzeit auch nur für kurze Dauer, eine wesentlich höhere Ganggenauigkeit ausweisen.:29ff.
Jedes Labor k bildet in Realzeit mit seinen Atomuhren eine bestmögliche Annäherung UTC(k) an die noch unbekannte UTC. Bei der PTB (Physikalisch-Technische Bundesanstalt) wird sie seit 2010 von einem aktiven Wasserstoff-Maser realisiert, dessen Frequenz nahezu täglich mit einer Caesium-Fontänenuhr verglichen und angepasst wird.
Von UTC(PTB) wird in Deutschland durch Addition von einer oder zwei Stunden die gesetzliche Zeit abgeleitet.
Die Zeitskalen UTC(k) werden für den ständigen indirekten Vergleich aller zur TAI beitragenden Uhren verwendet. Innerhalb eines Labors werden die Uhren mit der jeweiligen UTC(k) verglichen. Die Abweichungen der verschiedenen UTC(k) untereinander werden mittels GPS oder TWSTFT bestimmt.
Dabei spielt die PTB eine zentrale Rolle, weil seit 2018 alle UTC(k) direkt mit UTC(PTB) verglichen werden.:11
Der Uhrenvergleich mittels TWSTFT liefert in der Regel genauere Ergebnisse als der mittels GPS. Das liegt daran, dass die Kalibrierungsunsichheit uCal, die wesentlich von der Signallaufzeit innerhalb der verwendeten Geräte abhängt und die maßgeblich die Stabilität der TAI beziehungsweise UTC bestimmt, bei GPS-Messungen meist mehrere Nanosekunden beträgt und damit deutlich größer als ein typischer Wert von 1,5 ns bei TWSTFT-Messungen ist.:14
Alle Vergleichsergebnisse werden dem Bureau International des Poids et Mesures (BIPM) in Sèvres bei Paris übermittelt und veröffentlicht. Aus den Daten können die Differenzen der Ablesungen {\displaystyle h_{i}(t)} und {\displaystyle h_{j}(t)} zweier beliebiger Uhren i und j berechnet werden.
Zur Berechnung der TAI wird zunächst in einem iterativen Verfahren eine „EAL“ (französisch Echelle Atomique Libre) genannte Zeitskala gebildet, die dann durch Skalierung die TAI ergibt. Die EAL hat die Form eines gewichteten Mittelwerts,
{\displaystyle {\mathit {EAL}}(t)=\sum _{i}w_{i}[h_{i}(t)+h'_{i}(t)]}.
Hier ist {\displaystyle h_{i}(t)} wieder die Ablesung der Uhr i zur Zeit t. Sie wird durch einen in der Zeit quadratischen Term {\displaystyle h'_{i}(t)}, der aus dem Gang der Uhr im vorigen Auswertungsintervall abgeleitet wird und mit dem eine lineare Frequenzdrift der Uhr bezüglich EAL kompensiert werden kann, modifiziert. {\displaystyle w_{i}} ist das Gewicht, mit dem die Uhr i in den Mittelwert eingeht ({\textstyle \sum \nolimits _{i}w_{i}=1}).:5f. In die langsam veränderliche Abweichung dieses Mittelwerts von der Ablesung einer Uhr j,
{\displaystyle {\mathit {EAL}}(t)-h_{j}(t)=\sum _{i}w_{i}[(h_{i}(t)-h_{j}(t))+h'_{i}(t)]},
gehen die bekannten Ablesedifferenzen {\displaystyle h_{i}(t)-h_{j}(t)} ein.
Die {\displaystyle w_{i}} werden iterativ so bestimmt, dass Uhren mit gut vorhersagbarem Gang ein höheres Gewicht erhalten als von der Vorhersage stark abweichende Uhren. Dazu wird zunächst mit den als Startwerten dienenden Gewichten des Vormonats eine vorläufige EAL für den aktuellen Monat M gebildet. Mit ihr wird für jede Uhr der Betrag {\displaystyle \epsilon _{i,M}} der Differenz zwischen erwarteter und tatsächlicher Durchschnittsfrequenz der Uhr i berechnet. Zusammen mit den entsprechenden Beträgen {\displaystyle \epsilon _{i,M-1}}, {\displaystyle \epsilon _{i,M-2}}, … der Vormonate wird daraus ein Maß {\displaystyle \sigma _{i}^{2}} für die Fehlerhaftigkeit der Uhr,
{\displaystyle \sigma _{i}^{2}={\frac {\sum _{k=0}^{K_{i}-1}(K_{i}-k)\epsilon _{i,M-k}^{2}}{\sum _{k=0}^{K_{i}-1}(K_{i}-k)}}},
gewonnen. {\displaystyle \sigma _{i}^{2}} ist ein Durchschnittswert der quadratischen Frequenzabweichungen {\displaystyle \epsilon _{i,M-k}^{2}} der vergangenen {\displaystyle K_{i}} Monate, wobei kurz zurückliegende Monate mehr beitragen als länger zurückliegende. {\displaystyle K_{i}} kann Werte zwischen 5 und 12 annehmen; Uhren, für die nur Daten aus weniger als 5 Monaten vorliegen, werden beobachtet, aber für die EAL-Berechnung nicht weiter berücksichtigt. Mit den Fehlermaßen aller Uhren werden verbesserte Gewichte
{\displaystyle w_{i}={\frac {1/\sigma _{i}^{2}}{\sum _{j}1/\sigma _{j}^{2}}}}
berechnet, wobei in zwei Fällen von dieser Beziehung abgewichen wird: (a) Das Gewicht besonders genau gehender Uhren wird auf das vierfache Durchschnittsgewicht aller Uhren begrenzt; (b) grob falsch gehende Uhren ({\displaystyle \epsilon _{i,M}>5\,\mathrm {ns} /\mathrm {d} }) erhalten das Gewicht 0. Mit den neuen Gewichten wird wiederum eine verbesserte EAL berechnet. Diese Verbesserungsschleife (verbesserte {\displaystyle w_{i}}, verbesserte EAL) wird viermal durchlaufen, das letzte Ergebnis ist die EAL für den aktuellen Monat.:6–8
Die Dauer der EAL-Sekunde kann von der SI-Sekunde abweichen. Daher wird die Taktrate der EAL mit der von wenigen (In den Monaten Oktober bis Dezember 2019 waren es 7, 5 und 8 Uhren.) besonders genau gehenden Uhren, den sogenannten PFS (englisch Primary Frequency Standards) und SFS (englisch Secondary Frequency Standards), verglichen. Erschwert wird der Vergleich dadurch, dass diese Uhren meist nicht durchgängig laufen und dass der Zusammenhang der von der Vergleichsuhr (eine andere Atomuhr des Labors, mit der die PFS/SFS-Uhr verglichen wird) angezeigten Zeit mit der EAL wegen der Uhrenvergleichs mittels GPS und TWSTFT nur mit beschränkter Genauigkeit bekannt ist. Die Korrektur der EAL durch eine Frequenzanpassung (“steering” der TAI) basiert daher auf Vergleichsdaten eines längeren Zeitraums und wird für den aktuellen Monat schon vorher angekündigt. Im Dezember 2019 galt die Beziehung f(TAI) = f(EAL)−6,493·10−13. Das Ergebnis ist die TAI:8f..
Die TAI und die sich von ihr nur durch eine ganzzahlige Zahl von Sekunden unterscheidende UTC wird im monatlich erscheinenden Circular T vom BIPM publiziert. In ihm werden die Differenzen UTC−UTC(k) zu den in Realzeit verbreiteten UTC(k) der einzelnen Labore sowie die Abweichungen der GPS- und GLONASS-Zeiten von UTC aufgeführt. (Bei diesen handelt es sich um Näherungen der Zeitskalen UTC(USNO) beziehungsweise UTC(SU).) Außerdem finden sich dort Abschätzungen zur Genauigkeit der TAI und eine Tabelle mit den verwendeten Links für den Zeitvergleich.